# Extracción de ADN
El primer aislamiento de ácido desoxirribonucleico (ADN) estuvo hecho en 1869 por Friedrich Miescher. Actualmente es un procedimiento rutinario en biología molecular o análisis forenses. Para el método químico, hay muchas preparaciones (kits) diferentes utilizados para extracción, y la selección del kit correcto ahorrará tiempo en los procedimientos de optimización y extracción. Se considera que la detección de la sensibilidad de la PCR muestra la variación entre los kits comerciales.

## Procedimiento básico
- Las células que van a ser estudiadas necesitan ser recogidas.
- Romper las membranas celulares para exponer el ADN junto con el citoplasma dentro (lisis celular).
  - Los lípidos de la membrana celular y el núcleo se rompen con detergentes y surfactantes.
  - La proteínas se rompen al añadir una proteasa (opcional).
  - El ARN se rompe al añadir una ARNasa (opcional).
- La solución está tratada con una solución de sal concentrada (salina) para hacer que los desechos como las proteínas rotas, los lípidos y el ARN se agrupen.
- Centrifugación de la solución, que separa los restos celulares agrupados del ADN.
- Purificación del ADN de los detergentes, proteínas, las sales y los reactivos utilizados durante la lisis celular. Los pasos generalmente más utilizados son:
  - Precipitación con etanol normalmente por etanol o isopropanol helados. Como el ADN es insoluble en estos alcoholes, se agregará, dando un pellet al centrifugarse. La precipitación del ADN se mejora aumentando la fuerza iónica, normalmente añadiendo acetato de sodio.
  - Extracción fenol–cloroformo en la que el fenol desnaturaliza las proteínas de la muestra. Tras la centrifugación de la muestra, las proteínas desnaturalizadas permanecen en la fase orgánica mientras que la fase acuosa que contiene el ácido nucleico se mezcla con cloroformo para eliminar los residuos de fenol de la solución.
  - Purificación con minicolumnas que se basa en el hecho de que los ácidos nucleicos pueden unirse (adsorción) a la fase sólida (sílice u otra) en función del pH y la concentración de sal del tampón.

Las proteínas celulares e histonas unidas al ADN pueden eliminarse añadiendo una proteasa o habiendo precipitado las proteínas con acetato de sodio o de amonio, o extrayéndolas con una mezcla de fenol-cloroformo antes de la precipitación del ADN.
Tras el aislamiento, el ADN se disuelve en un tampón ligeramente alcalino, normalmente en un tampón TE, o en agua ultrapura.

## Selección del método
Algunos de los métodos de extracción de ADN más comunes son la extracción orgánica, extracción Chelex , y extracción de fase sólida. Estos métodos producen sistemáticamente ADN aislado, pero difieren tanto en la calidad como en la cantidad de ADN obtenido. A la hora de seleccionar un método de extracción de ADN, hay que tener en cuenta múltiples factores, como el coste, el tiempo, la seguridad y el riesgo de contaminación.
La extracción orgánica implica la adición e incubación en múltiples soluciones químicas diferentes; incluyendo un paso de lisis, una extracción con fenol y cloroformo, una precipitación con etanol y pasos de lavado. La extracción orgánica se utiliza a menudo en los laboratorios porque es barata y produce grandes cantidades de ADN puro. Aunque es fácil, implica muchos pasos y lleva más tiempo que otros métodos. También implica el uso desfavorable de los productos químicos tóxicos fenol y cloroformo, y hay un mayor riesgo de contaminación debido a la transferencia del ADN entre varios tubos. Hace décadas se desarrollaron varios protocolos basados en la extracción orgánica del ADN, aunque en los últimos años también se han desarrollado y publicado versiones mejoradas y más prácticas de estos protocolos.
Extracción Chelex consiste en añadir la resina Chelex a la muestra, hervir la solución y, a continuación, agitarla en vórtex y centrifugarla. Los materiales celulares se unen a las perlas Chelex, mientras que el ADN está disponible en el sobrenadante. El método Chelex es mucho más rápido y sencillo que la extracción orgánica, y sólo requiere un tubo, lo que disminuye el riesgo de contaminación del ADN. Lamentablemente, la extracción con Chelex no produce tanta cantidad y el ADN obtenido es monocatenario, lo que significa que sólo puede utilizarse para análisis basados en la PCR y no para RFLP.
La extracción en fase sólida como es un método de extracción basado en una columna giratoria, aprovecha el hecho de que el ADN se une al sílice. La muestra que contiene ADN se añade a una columna que contiene un gel de sílice o perlas de sílice y sales caotrópicas. Las sales caotrópicas interrumpen el enlace de hidrógeno entre las hebras y facilitan la unión del ADN al sílice haciendo que los ácidos nucleicos se vuelvan hidrofóbicos. Esto expone los residuos de fosfato para que estén disponibles para la adsorción. El ADN se une al sílice, mientras que el resto de la solución se lava con etanol para eliminar las sales caotrópicas y otros componentes innecesarios. A continuación, el ADN puede rehidratarse con soluciones acuosas de baja salinidad que permiten la elución del ADN de las perlas.
Este método produce un ADN de alta calidad, en gran parte de doble cadena, que puede utilizarse tanto para la PCR como para el análisis RFLP. Este procedimiento puede automatizarse y tiene un alto rendimiento, aunque menor que el método del fenol-cloroformo. Se trata de un método de un solo paso, es decir, todo el procedimiento se realiza en un solo tubo. Esto reduce el riesgo de contaminación, lo que lo hace muy útil para la extracción forense de ADN. Diferentes empresas fabrican y comercializan múltiples kits comerciales de extracción en fase sólida; el único problema es que son más caros que la extracción orgánica o la extracción con Chelex.

## Tipos especiales
Para el aislamiento del ADN de algunas muestras hay que elegir técnicas específicas. Las muestras típicas con aislamiento de ADN complicado son:
- Muestras arqueológicas que contienen ADN degradado parcialmente, ver ADN antiguo.[8]
- Muestras que contienen inhibidores de los procedimientos de análisis posteriores, sobre todo inhibidores de la PCR, como el ácido húmico del suelo, el índigo y otros tintes de los tejidos o la hemoglobina de la sangre.
- Muestras de microorganismos con pared celular gruesa, por ejemplo levadura.
- Las muestras que contienen ADN mixto de fuentes múltiples.

El ADN extracromosómico es generalmente fácil de aislar, especialmente los plásmidos pueden ser fácilmente aislados por lisis celular seguida de la precipitación de proteínas, que atrapa el ADN cromosómico en la fracción insoluble y después de la centrifugación, el ADN plasmídico puede ser purificado de la fracción soluble.
Una extracción de ADN Hirt es un aislamiento de todo el ADN extracromosómico de una célula de mamífero. El proceso de extracción de Hirt elimina el ADN nuclear de alto peso molecular, dejando sólo el ADN mitocondrial de bajo peso molecular y los episomas virales presentes en la célula.

## Detección de ADN
Un indicador de difenilamina (DPA) confirmará la presencia de ADN. Este procedimiento implica la hidrólisis química del ADN: cuando se calienta (por ejemplo, ≥95 °C) en ácido, la reacción requiere una desoxirribosa y, por tanto, es específica para el ADN. En estas condiciones, la 2-desoxirribosa se convierte en w-hidroxilevulinil aldehído, que reacciona con el compuesto, difenilamina, para producir un compuesto de color azul. La concentración de ADN puede determinarse midiendo la intensidad de la absorbencia de la solución a los 600 nm con un espectrofotómetro y comparándola con una curva estándar de concentraciones conocidas de ADN.
La medición de la intensidad de la absorbancia de la solución de ADN a las longitudes de onda de 260 nm y 280 nm se utiliza como medida de la pureza del ADN. El ADN se puede cuantificar cortando el ADN con una enzima de restricción, pasándolo por un gel de agarosa, tiñéndolo con bromuro de etidio (EtBr) o con una tinción diferente y comparando la intensidad del ADN con un marcador de ADN de concentración conocida.
Mediante la técnica de Southern blot, este ADN cuantificado puede aislarse y examinarse más a fondo mediante PCR y análisis RFLP. Estos procedimientos permiten diferenciar las secuencias repetidas dentro del genoma. Son estas técnicas las que utilizan los forenses para comparar, identificar y analizar.

## Método de extracción de ADN de alto peso molecular
En este método, los núcleos de las plantas se aíslan triturando físicamente los tejidos y reconstituyendo los núcleos intactos en un Tampón de Aislamiento Nuclear (NIB) único. El ADN plasmídico se libera de los orgánulos y se elimina con un tampón osmótico mediante lavado y centrifugación. A continuación, los núcleos purificados se lisan y se limpian aún más mediante extracción orgánica, y el ADN genómico se precipita con una alta concentración de CTAB. El ADNg de gran pureza y alto peso molecular se extrae de los núcleos y se disuelve en un tampón de alto pH, lo que permite un almacenamiento estable a largo plazo.

## Lecturas recomendadas
- Sambrook, Michael R. Verde, Joseph. Clonación molecular. (4.º ed. ed.). Puerto de Primavera fría, N.Y.: Laboratorio de Puerto de Primavera frío Pr.   .
- Biología forense, Richard Li, (2015) Boca Raton : CRC Prensa, Grupo & de Francis del Taylor. ISBN 9781439889701